# Alexandra của Đan Mạch
Alexandra của Đan Mạch (Tên đầy đủ: Alexandra Caroline Marie Louise Charlotte Julia; 1 tháng 12 năm 1844 – 20 tháng 11 năm 1925) là Vương hậu Vương quốc Liên hiệp Anh và các quốc gia tự trị của Anh, và Hoàng hậu Ấn Độ từ ngày 22 tháng 1 năm 1901 đến ngày 6 tháng 5 năm 1910 với tư cách là phối ngẫu của Quốc vương-Hoàng đế Edward VII.
Sinh ra là Công tôn nữ Alexandra (Alix) xứ Schleswig-Holstein-Sonderburg-Glücksburg, gia đình của Alexandra không có tiếng tăm gì cho đến khi cha bà, Công tử Christian của Schleswig-Holstein-Sonderburg-Glücksburg, được lựa chọn kế thừa ngôi Quốc vương Đan Mạch từ Frederik VII của Đan Mạch. Ở tuổi 16, bà đã được chọn làm vợ tương lai của Albert Edward, Thân vương xứ Wales, người thừa kế ngai vàng của Victoria của Anh. Họ kết hôn 18 tháng sau đó vào năm 1863, cùng năm đó cha bà trở thành Quốc vương Christian IX của Đan Mạch và em trai bà trở thành Quốc vương Georgios I của Hy Lạp. Bà là Vương phi xứ Wales từ năm 1863 đến 1901, cũng là người giữ tước hiệu Vương phi xứ Wales lâu nhất trong lịch sử Vương thất Anh. Alix rất nổi tiếng với người dân Anh. Phong cách thời trang và cách diện trang sức của Vương phi được những phụ nữ là tín đồ thời trang theo đuổi. Không được phép xen vào quyền lực chính trị, Alexandra nỗ lực thay đổi định kiến của các Bộ trưởng Anh và gia đình chồng để ủng hộ cho quyền lợi của Hy Lạp và Đan Mạch nhưng bất thành.
Sau cái chết của mẹ chồng, Victoria của Anh vào năm 1901, chồng bà, Albert Edward trở thành Quốc vương Edward VII của Anh, đồng thời là Hoàng đế Ấn Độ. Do đó, Alexandra nghiễm nhiên trở thành Vương hậu của Anh và Hoàng hậu Ấn Độ. Bà giữ địa vị Vương hậu cho đến khi Edward VII băng hà vào năm 1910. Alexandra rất không tin tưởng vào cháu trai là Hoàng đế Wilhelm II của Đế quốc Đức. Bà hỗ trợ cho con trai là Quốc vương George V trong Thế chiến I, trong đó Anh và các đồng minh đã gặp Đức trên chiến trường.

## Cuộc sống ban đầu
Alexandra Caroline Marie Charlotte Louise Julia, hay Alix, sinh ra tại Cung điện Vàng, một dinh thự xây từ thế kỷ 18 nằm ở số 18 Amaliegade, ngay cạnh bên Cung điện Amalienborg phức tạp ở Copenhagen. Cha bà là Christian xứ Schleswig-Holstein-Sonderburg-Glücksburg, mẹ bà là Louise của Hessen-Kassel. Dù có dòng máu Vương thất, gia đình Alexandra có một cuộc sống tương đối bình dị. Họ không quá giàu có, thu nhập của cha bà từ Ủy ban Quân sự khoảng 800 Bảng/năm và ngôi nhà của họ là một bất động sản được miễn tiền thuế. Thỉnh thoảng, nhà văn người Đan Mạch Hans Christian Andersen được mời đến để kể chuyện cho Alix và các em trước khi ngủ.
Năm 1848, Quốc vương Christian VIII của Đan Mạch tạ thế và con trai duy nhất của ông, Frederik, kế vị ngai vàng. Frederick không có con, ông từng trải qua 2 cuộc hôn nhân đổ vỡ và bị nghi ngờ vô sinh. Cuộc khủng hoảng kế vị bùng phát vì Frederick cai trị ở cả Đan Mạch và Schleswig-Holstein nhưng luật kế vị của từng lãnh thổ lại khác nhau. Ở Holstein, đạo luật Salic không cho phép nữ giới kế vị ngai vàng, trong khi điều này được cho phép ở Đan Mạch. Holstein, chủ yếu là người Đức, tuyên bố độc lập và kêu gọi viện trợ cho nước Phổ. Năm 1852, những người đứng đầu châu Âu đã mở một hội nghị để tranh luận về vấn đề thừa kế của Đan Mạch. Một nền hòa bình không dễ dàng được thỏa thuận, trong đó bao gồm điều khoản Công tử Christian xứ Schleswig-Holstein-Sonderburg-Glücksburg sẽ là người thừa kế của Frederick đối với tất cả các lãnh thổ và các yêu sách trước đó của vài người (bao gồm mẹ vợ, anh vợ và vợ của Christian) đã hủy bỏ khế ước này.
Công tử Christian được ban danh hiệu Vương tử Đan Mạch và gia đình ông chuyển đến một dinh thự chính thức, Cung điện Bernstorff. Mặc dù địa vị gia đình đã được nâng cao, thu nhập của họ chỉ tăng rất ít hoặc gần như không tăng và họ không tham gia vào cuộc sống triều đình ở Copenhagen vì họ từ chối gặp vợ thứ 3 của Frederick, Louise Rasmussen, trước đây là nhân tình của Frederick bởi vì bà có một đứa con ngoài giá thú. Alix chia sẻ phòng ngủ gác mái với em gái mình, Dagmar (sau này là Hoàng hậu của Đế quốc Nga), họ tự may trang phục cho mình và tự phục vụ việc ăn uống. Alix và Dagmar được một người tiên phong trong lĩnh vực bơi lội của giới nữ là Nancy Edberg dạy bơi cho họ. Tại Bernstorff, Alix dần trưởng thành, bà được một giáo sĩ người Anh ở Copenhagen dạy học tiếng Anh.

## Vương phi xứ Wales (1863-1901)

### Đính hôn và kết hôn
Victoria của Anh và chồng, Albrecht xứ Sachsen-Coburg và Gotha, lúc bấy giờ đang quan tâm đến việc tìm một người vợ cho con trai họ đồng thời là người kế vị, Albert Edward, Thân vương xứ Wales. Họ nhờ sự giúp đỡ của con gái lớn, Thái tử phi Victoria của Phổ, trong việc tìm kiếm một ứng cử viên phù hợp. Alix vốn không phải là lựa chọn đầu tiên, kể từ khi Vương thất Đan Mạch mâu thuẫn gay gắt với Vương thất Phổ về vấn đề Schleswig-Holstein và hầu hết họ hàng của Vương thất Anh đều là người Đức. Cuối cùng, sau khi loại đi những ứng cử viên khác, họ quyết định Alix là "người duy nhất được chọn".

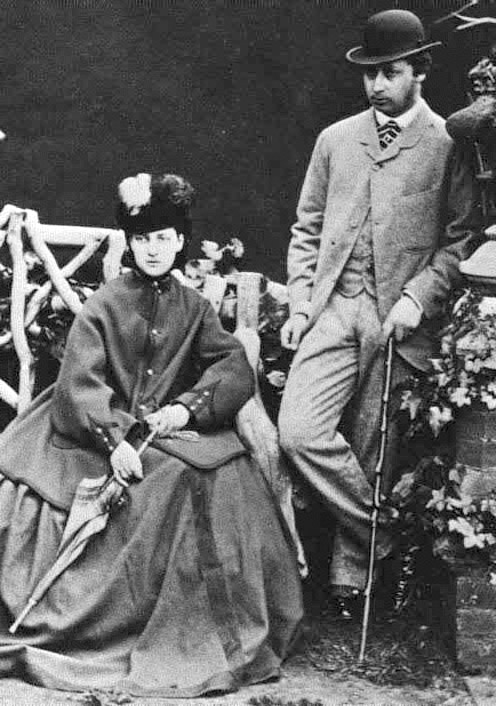
Alexandra và Edward, ảnh chụp năm 1863.

Ngày 24 tháng 9 năm 1861, Thái tử phi Victoria giới thiệu em trai bà với Alix tại Speyer. Gần 1 năm sau, vào ngày 9 tháng 9 năm 1862 (sau ồn ào tình cảm với Nellie Clifden và cái chết của cha), Albert Edward giới thiệu Alexandra với ông bác, Quốc vương Leopold I của Bỉ, tại một lâu đài ở Laeken. Cặp đôi kết hôn vào ngày 10 tháng 3 năm 1863 tại nhà nguyện St. George, Lâu đài Windsor. Việc chọn địa điểm tổ chức hôn lễ nhận về nhiều lời chỉ trích vì buổi lễ tổ chức ngoài London, truyền thông phàn nàn rằng số đông dân chúng sẽ không thể chứng kiến buổi lễ. Các vị khách quý nói họ bị khó xử vì đến Windsor khá khó khăn, và vì nhà nguyện St. George khá nhỏ, một số người mong muốn được mời buộc phải thất vọng. Triều đình Đan Mạch cũng bị thất vọng vì chỉ những mối quan hệ gần gũi nhất với Alix mới được mời. Triều đình Anh, vẫn đang trong thời gian để tang Vương tế Albrecht nên nữ giới bị hạn chế mặc màu xám, màu hoa cà hay màu tím nhạt. Khi cặp đôi rời Windsor đi hưởng trăng mật tại dinh thự Osborne trên đảo Wight, họ được hoan nghênh bởi các học sinh trường trung học Eton bên cạnh, bao gồm cả Bá tước Randolph Churchill.

### Cuộc sống trong triều đình Anh
Đến cuối năm 1863, cha của Alexandra kế thừa ngai vàng Đan Mạch, em trai bà trở thành Quốc vương Hy Lạp, em gái bà đính hôn với Tsesarevich của Đế quốc Nga, và Alix hạ sinh đứa con đầu lòng. Việc lên ngôi của cha bà càng làm gia tăng mâu thuẫn xung quanh vấn đề Schleswig-Holstein. Liên minh Đức đã xâm chiếm thành công Đan Mạch và chiếm 2/5 lãnh thổ. Vợ chồng Thân vương xứ Wales ủng hộ phe Đan Mạch trong cuộc chiến, bất chấp sự tức giận của Nữ vương Victoria và Thái tử phi của Phổ. Cuộc chinh phạt của người Phổ đối với lãnh thổ Đan Mạch càng làm gia tăng sự thù hận của Alix với người Đức trong suốt cuộc đời bà.
Người con đầu của Vương phi xứ Wales, Albert Victor, bị sinh non 2 tháng vào đầu năm 1864. Alix là một người mẹ tận tâm với các con của mình: "Bà ấy tự hào khi đến nơi chăm sóc các đứa trẻ, đeo một chiếc tạp dề bằng nỉ lên người, tự tắm cho các con và nhìn lũ trẻ ngủ trên những chiếc giường nhỏ". Thân vương và Vương phi xứ Wales có tất cả 6 người con: Albert Victor, George, Louise, Victoria, Maud, và John. Tất cả những lần mang thai của Vương phi xứ Wales đều sinh non, nhà viết tiểu sử Richard Hough cho rằng bà cố tình nói dối với Victoria của Anh về thời gian chào đời của đứa trẻ vì bà không muốn Nữ vương có mặt trong thời khắc lâm bồn. Trong lần sinh đứa con thứ ba vào năm 1867, biến chứng của cơn sốt thấp khớp khiến Alix đi lại khập khiễng.
Đối với công chúng, Vương phi là một người trang nghiêm và quyến rũ. Đối với người thân trong gia đình, bà vui tính và tình cảm. Alix thích tham gia nhiều hoạt động xã hội như khiêu vũ và trượt băng, ngoài ra bà còn cưỡi ngựa và đua xe ngựa một cách lão luyện. Alexandra cũng yêu thích săn bắn đến nỗi khiến mẹ chồng khiếp đảm và lệnh cho bà dừng lại nhưng bất thành. Ngay cả sau khi sinh đứa con đầu lòng, bà vẫn tiếp tục giao thiệp xã hội nhiều như trước đây, điều này dẫn đến một số bất hòa giữa Nữ vương và đôi vợ chồng trẻ. Bất đồng giữa mẹ chồng - nàng dâu càng trở nên nghiêm trọng hơn bởi ác cảm của Alix và sự thiên vị của Nữ vương đối với Phổ.

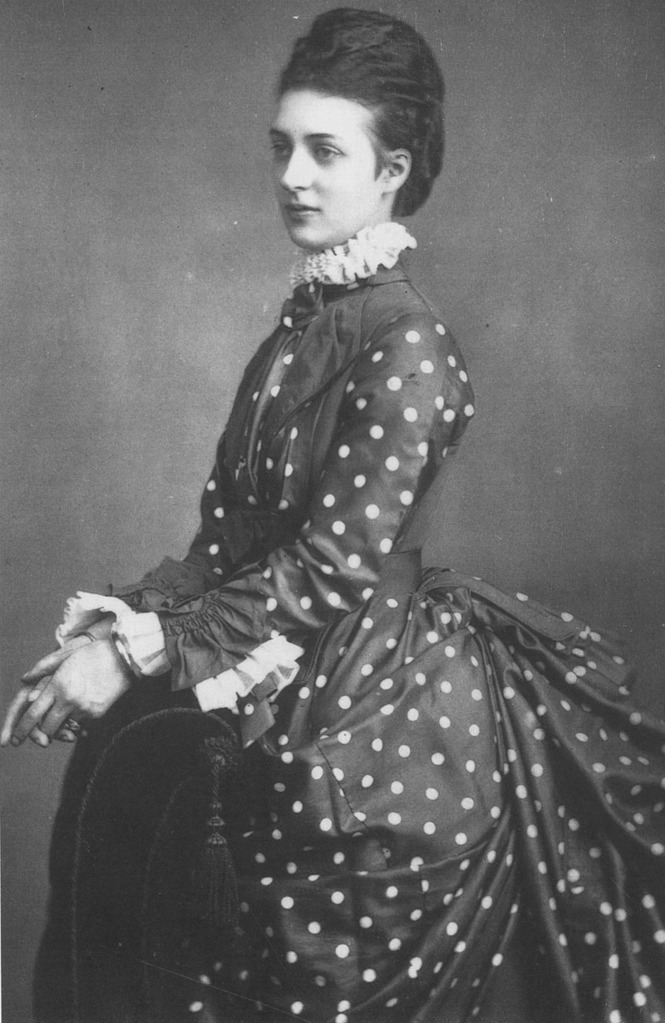
Alexandra lúc còn là Vương phi xứ Wales.

Albert Edward và Alexandra đến thăm Ireland vào tháng 4 năm 1868. Alix bị bệnh một năm trước đó và chỉ mới bắt đấu đi lại mà không cần hai cây gậy và đang mang thai đứa con thứ tư. Cặp vợ chồng đã thực hiện một chuyến công du kéo dài sáu tháng đến Áo, Ai Cập và Hy Lạp vào năm 1868 và 1869, gồm các chuyến thăm tới em trai bà là Georgious I của Hy Lạp và chiến trường Crimea. Alexandra còn đến thăm hậu cung của Phó vương Ai Cập Ismail. Tại Thổ Nhĩ Kỳ, bà trở thành người phụ nữ đầu tiên ngồi ăn tối với Sultan (Abdülâziz).
Dinh thự Sandringham là nơi ở yêu thích của Thân vương và Vương phi xứ Wales, trong khi dinh thự Marlborough là dinh thự ở London của hai vợ chồng. Các nhà viết tiểu sử nhất trí rằng cuộc hôn nhân của họ vẫn hạnh phúc theo cách nào đó. Tuy nhiên, một số người đã khẳng định rằng Albert Edward không dành cho vợ nhiều sự quan tâm như bà mong muốn và họ dần dần lạnh nhạt với nhau, cho đến khi Edward bị sốt thương hàn, căn bệnh được cho là đã giết chết cha ông, vào cuối năm 1871 đã dẫn đến sự hòa giải giữa hai người. Vấn đề này đang bị một số người khác đưa ra tranh cãi, họ chỉ ra việc mang thai liên tiếp của Alexandra trong giai đoạn này và minh chứng bằng các lá thư của gia đình phủ nhận bất kỳ rạn nứt nghiêm trọng nào. Tuy nhiên, Edward đã bị chỉ trích nặng nề vì sự hờ hững của ông đối với căn bệnh sốt thấp khớp nghiêm trọng của vợ mình. Trong suốt cuộc hôn nhân, ông liên tiếp có tình nhân ở ngoài là các nữ diễn viên nổi tiếng và các nữ quý tộc đã có chồng, một trong số đó là Alice Keppel, bà cố của Camilla, Vương hậu Liên hiệp Anh. Alexandra được cho là biết hầu hết các mối quan hệ này nhưng không can thiệp vào, thậm chí sau này bà còn cho phép Alice Keppel đến bên giường Edward khi ông đang hấp hối. Bản thân Alexandra vẫn chung thủy trong suốt cuộc hôn nhân của mình.
Chứng lãng tai bẩm sinh của Vương phi xứ Wales ngày càng nặng dẫn đến sự cô lập của bà khỏi xã hội, bà dành nhiều thời gian hơn cho con cái và chăm sóc thú cưng. Lần mang thai thứ sáu và cũng là cuối cùng của Alix là một thảm kịch khi đứa trẻ, John, qua đời chỉ một ngày sau khi sinh. Mặc kệ những lời cầu xin được giữ riêng tư của con dâu, Nữ vương Victoria vẫn quyết định công bố một thời kỳ tang chế cho toàn triều đình, điều này vô tình khiến báo chí không những không tiếc thương mà còn mô tả lần sinh đẻ cuối cùng của Vương phi xứ Wales là "một ca sinh non tệ hại" và việc để tang rầm rộ là một hành động "kỳ quái, bệnh hoạn”. Đứa trẻ không được chôn cất cùng với các thành viên khác trong vương thất tại Windsor nhưng được bí mật an táng tại khu vườn ngoài nhà thờ ở Sandringham.
Trong thời gian 8 tháng giữa năm 1875-1876, Thân vương xứ Wales vắng mặt ở Anh vì phải thực hiện một chuyến công du đến Ấn Độ, Alix đã bị bỏ lại.  Thân vương đã lập một nhóm những người đàn ông và dự định dành phần lớn thời gian cho việc săn bắt và bắn súng. Trong chuyến công du của Edward, một trong những người bạn đi cùng ông, Lord Aylesford, được vợ thông báo rằng bà sẽ bỏ ông để đi theo Lord Blandford, một người đã kết hôn. Aylesford khiếp đảm và quyết định tìm cách ly hôn. Trong khi đó, em trai của Lord Blandford, Lord Randolph Churchill, theo tư tưởng phản đối các cặp yêu nhau bỏ trốn. Lo ngại khả năng xảy ra ly hôn, Lady Aylesford đã tìm cách can ngăn chồng mình nhưng Lord Aylesford vẫn kiên quyết và từ chối suy nghĩ lại. Nhằm tạo sức ép buộc Lord Aylesford từ bỏ đơn ly hôn, Lady Aylesford và Lord Randolph Churchill đã liên hệ với Alexandra và nói với bà rằng nếu Lord Aylesford tiến hành ly hôn, họ sẽ yêu cầu Edward đứng ra làm nhân chứng và khiến chồng bà dính vào vụ bê bối. Bị khủng hoảng trước những lời đe dọa, Alix đã làm theo lời khuyên của Sir William Knollys và Bà Công tước xứ Teck là thông báo cho Nữ vương về sự việc. Nữ vương sau đó đã viết thư cho Thân vương xứ Wales khiến ông nổi cơn thịnh nộ. Kết quả, vợ chồng Lord Blandford và vợ chồng Lord Aylesford đều kín đáo ly thân. Mặc dù Lord Randolph Churchill sau đó đã tạ lỗi với Edward, Thân vương xứ Wales vẫn từ chối nói chuyện hoặc gặp ông trong suốt nhiều năm sau đó.
Alexandra đã ở Hy Lạp suốt mùa xuân năm 1877 để hồi phục sau thời gian đau ốm và thăm em trai của mình là Vua George I của Hy Lạp. Trong Chiến tranh Nga-Thổ Nhĩ Kỳ, Alexandra công khai chống đối Thổ Nhĩ Kỳ và đứng về phía Nga, nơi em gái của bà đã kết hôn với Tsarevitch. Alix đã vận động quần chúng sửa lại biên giới giữa Hy Lạp và Thổ Nhĩ Kỳ để ủng hộ người Hy Lạp. Alexandra và hai người con trai lớn chia cắt ba năm sau đó khi hai Vương tôn được gửi đi công du vòng quanh thế giới như một phần của chế độ giáo dục hải quân và phổ thông. Cuộc chia tay rất đẫm nước mắt và thông qua những lá thư được gửi đều đặn của Alix, bà nhớ chúng một cách khủng khiếp. Năm 1881, Alexandra và Edward tới Saint Petersburg sau vụ ám sát Alexander II của Nga với tư cách đại diện cho nước Anh và nhờ đó, Alexandra có thể động viên em gái mình, người lúc bấy giờ là Hoàng hậu Nga.

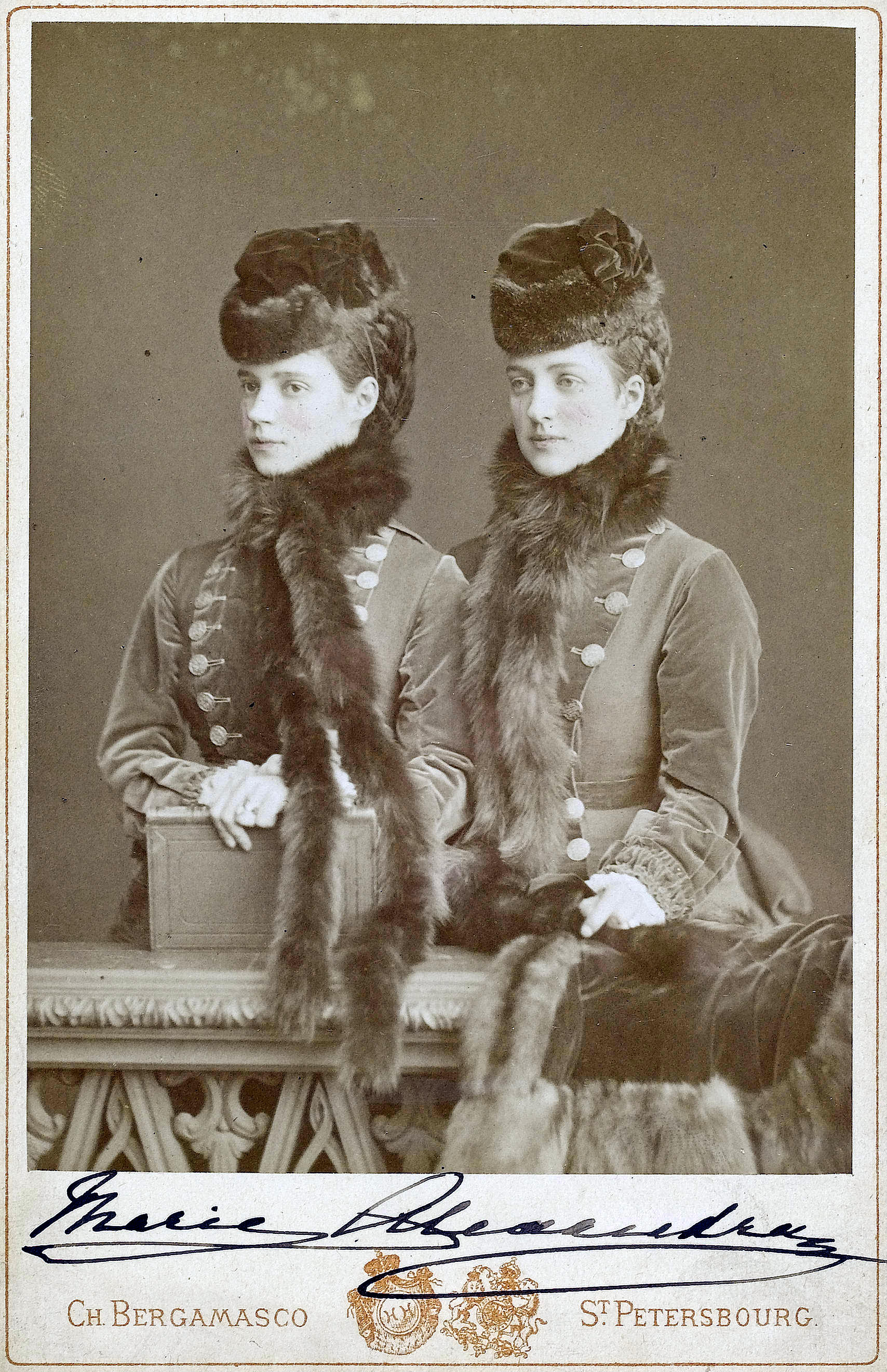
Alix cùng em gái Dagmar (trái).

Alexandra đảm nhận nhiều nhiệm vụ Vương thất, theo Victoria của Anh: "để tránh cho ta căng thẳng và mệt mỏi. [Alix] thay ta khai mạc hội chợ, tham dự các buổi hòa nhạc, thăm bệnh viện... con bé ấy không những không bao giờ phàn nàn, mà còn nỗ lực để chứng minh rằng nó đã thích ứng với những gì đối với người khác là những nhiệm vụ chán ngắt." Năm 1887, Vương phi xứ Wales gặp Joseph Merrick, người được biết tới với biệt danh "Người voi" vì vẻ ngoài dị tật bẩm sinh. Alix đã không ngại bắt tay với Joseph và ngồi trò chuyện với ông, một trải nghiệm được ông tả là "vui mừng khôn xiết". Alexandra tặng Joseph một tấm ảnh có chữ ký của mình, thứ trở thành một tài sản quý giá nhất của ông. Mỗi năm sau đó, Alexandra đều gửi cho ông một tấm thiệp Giáng Sinh. Nhờ mối quan hệ với Vương phi xứ Wales, Joseph được xã hội và giới thượng lưu quan tâm hơn và ông được hưởng đãi ngộ chăm sóc tốt hơn cho tới khi qua đời vào ngày 11 tháng 4 năm 1890. Đám đông dân chúng thường hoan nghênh Alexandra một cách cuồng nhiệt, nhưng trong chuyến thăm Ireland năm 1885, Alix đã phải trải qua khoảnh khắc thù địch công khai hiếm hoi khi đến thăm thành phố Cork, một điểm nóng với chủ nghĩa dân tộc Ireland. Bà và chồng bị đám đông từ hai đến ba ngàn người phản ứng dữ dội, họ vung gậy, cờ đen và la ó. Trước tình thế đó, Vương phi xứ Wales mỉm cười theo cách của mình, điều được báo chí Anh miêu tả là một "ánh sáng tích cực" và mô tả đám đông "nhiệt tình". Là một phần của chuyến thăm tương tự, Alix được nhận học vị Tiến sĩ Âm nhạc từ Trinity College, Dublin.
Cái chết của người con trai cả, Vương tôn Albert Victor, Công tước xứ Clarence và Avondale, vào năm 1892 đã giáng một đòn nặng nề xuống Alix. Căn phòng và đồ dùng của ông được giữ vị trí chính xác như khi ông còn sống, giống những gì Nữ vương Victoria đã làm sau khi Vương tế Albert qua đời vào năm 1861. Bà nói: "Ta đã chôn cất đứa con thiên thần cùng với niềm hạnh phúc của mình." Những lá thư còn sót lại giữa Alix và các con cho thấy rằng họ luôn hết lòng vì nhau. Năm 1894, em rể Alexander III của Nga qua đời và cháu trai bà Tsarevich Nikolai Aleksandrovich trở thành Sa hoàng. Em gái góa bụa của Alix, lúc bấy giờ là Hoàng thái hậu, đã mong chờ sự an ủi từ chị gái. Bà đã cùng ngủ, cầu nguyện và ở bên cạnh em gái trong hai tuần tiếp theo cho đến khi lễ an táng Alexander hoàn tất.

## Vương hậu Liên hiệp Anh và Hoàng hậu Ấn Độ (1901-1910)
Sau khi Nữ vương Victoria tạ thế vào năm 1901, Alexandra trở thành Vương hậu Anh và Hoàng hậu Ấn Độ khi chồng bà lên ngôi trở thành Quốc vương Edward VII. Chỉ hai tháng sau, con trai bà, George, và con dâu Mary thực hiện chuyến công du vòng quanh đế chế, giao lại con cái cho Alexandra và Edward. Khi George trở về, công tác chuẩn bị cho lễ đăng quang của Edward và Alexandra ở Tu viện Westminster đã hoàn tất nhưng chỉ vài ngày trước khi diễn ra lễ đăng quang dự kiến vào tháng 6 năm 1902, Nhà vua bị viêm ruột thừa. Alexandra đã đại diện nhà Vua tham gia một cuộc diễu binh của quân đội và tham dự các sự kiện Royal Ascots nhằm giảm bớt sự sợ hãi trong dân chúng. Cuối cùng, việc đăng quang buộc phải hoãn lại và Edward đã thực hiện một ca phẫu thuật để cắt ruột thừa, và bác sĩ Frederick Treves của bệnh viện London là người đảm nhận trọng trách đó. Sau khi bình phục, Alexandra và Edward đã tham dự lễ đăng quang vào tháng 8: Edward được trao vương miện bởi Tổng Giám mục Canterbury, Frederick Temple, còn Alexandra được Tổng Giám mục York, William Dalrymple Maclagan đích thân đội lên đầu bà chiếc vương miện Vương hậu.

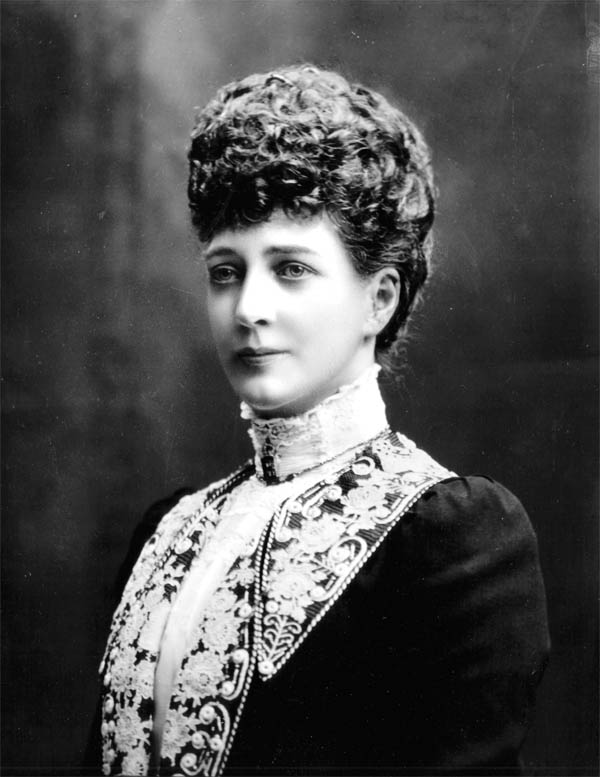
Vương hậu Alexandra vào năm 1902.

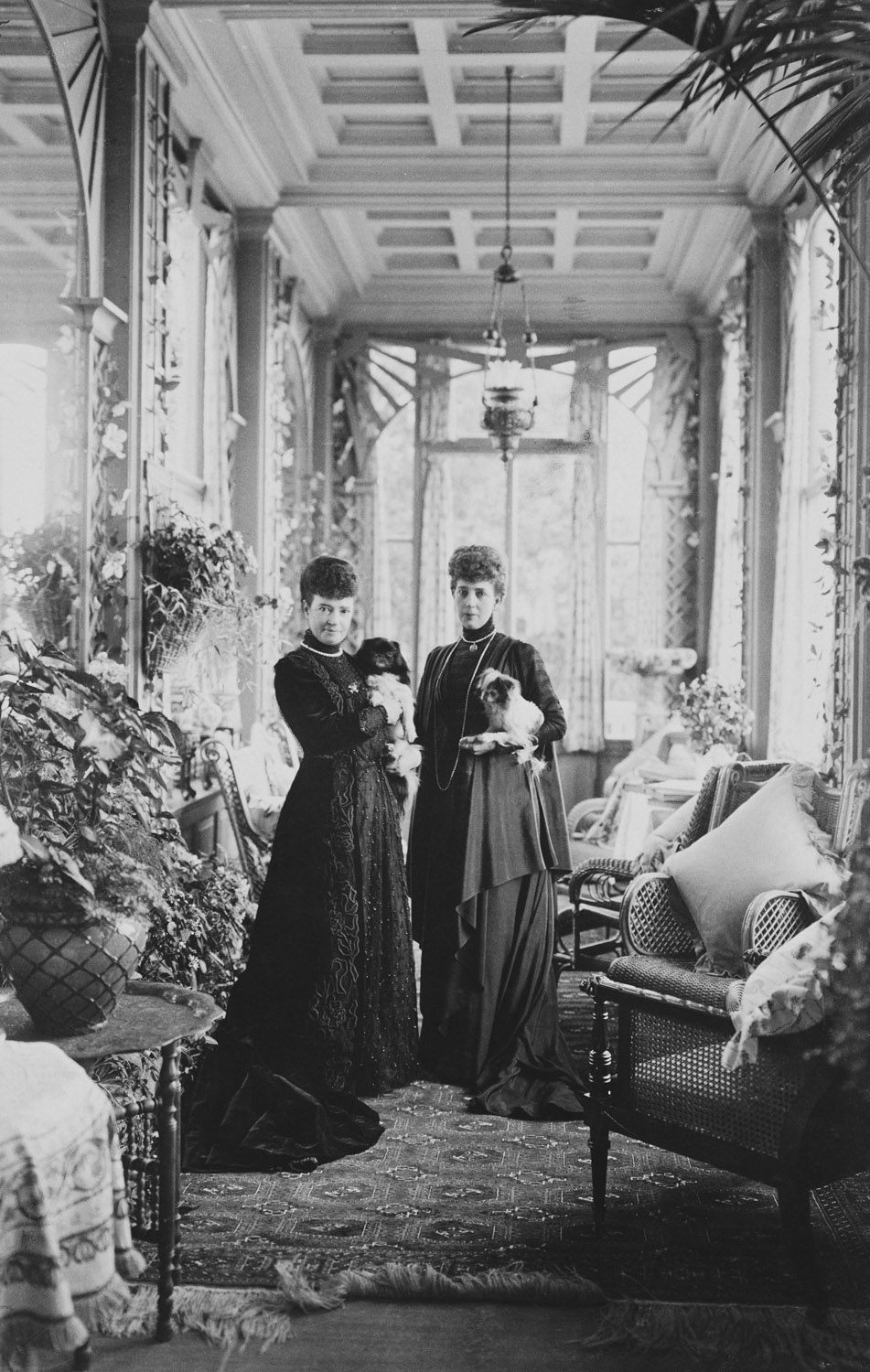
Alexandra và em gái, Thái hậu Maria, vào năm 1911.

Mặc dù đã trở thành Vương hậu, nhiệm vụ của Alexandra không khác mấy so với thời kỳ còn là Vương phi xứ Wales và bà giữ lại rất nhiều người hầu thân cận trước đây. Woman of the Bedchamber của Vương hậu, Charlotte Knollys, con gái của Sir William Knollys, đã làm việc cho Alexandra nhiều năm. Vào ngày 10 tháng 12 năm 1903, Knollys thức dậy và thấy phòng ngủ của Alexandra đầy khói. Bà đánh thức Vương hậu và đưa Vương hậu đến nơi an toàn. Theo lời của Đại Công tước phu nhân xứ Mecklenburg-Strelitz, "Chúng ta phải ghi công cho Charlotte già bởi bà ấy thực sự đã cứu mạng [Alexandra]." Alexandra một lần nữa nhận trọng trách chăm sóc các cháu nội khi George và Mary thực hiện chuyến công du thứ hai đến Ấn Độ thuộc Anh vào mùa đông năm 1905-1906. Cha của bà, Christian IX của Đan Mạch, tạ thế vào tháng 1 cùng năm đó. Khao khát gắn kết các mối quan hệ gia đình, Alexandra và em gái, Hoàng thái hậu Maria Feodorovna, vốn là Dagmar của Đan Mạch đã mua một căn biệt thự ở phía Bắc Copenhagen, Hvidøre, vào năm 1907 làm nơi nghỉ ngơi riêng tư của gia đình.

### Can thiệp chính trị
Alexandra bị ngăn không cho đụng đến các tài liệu báo cáo chính trị của Thủ tướng gửi cho Quốc vương và không được tháp tùng chồng trong một số chuyến công du nước ngoài để ngăn chặn sự can thiệp của bà vào các vấn đề ngoại giao. Vương hậu căm ghét nước Đức vì đã cho quân đánh quê hương Đan Mạch của bà và luôn phản đối bất cứ điều gì có lợi cho sự bành trướng hoặc lợi ích của Đức. Vào năm 1890, Alexandra viết một bản thông cáo và phân phát cho các Bộ trưởng và Quân nhân cấp cao của Anh, cảnh báo kế hoạch trao đổi đảo Heligoland ở Biển Bắc của Anh để lấy thuộc địa Zanzibar của Đức, chỉ ra vai trò chiến lược của Heligoland và Đức có thể sử dụng để tiến hành một cuộc tấn công, hoặc chính nước Anh có thể sử dụng Heligoland để ngăn chặn sự xâm lược của Đức. Mặc dù vậy, việc trao đổi vẫn được tiến hành. Phe Đức đã cho gia cố hòn đảo, như Robert Ensor nói và đúng như dự đoán của Alexandra, Heligoland đã "trở thành vị trí chiến lược hàng hải của Đức trong tấn công cũng như phòng thủ". Tờ báo Frankfurter Zeitung của Đức đã thẳng thắn chỉ trích Vương hậu Alexandra và em gái, Thái hậu của Nga, cho rằng cặp đôi này là "trung tâm của âm mưu chống Đức phạm vi quốc tế". Bà khinh thường và không tin tưởng cháu trai của mình, Hoàng đế Đức Wilhelm II, gọi ông là "kẻ địch trong thâm tâm chúng ta".
Năm 1910, Alexandra trở thành Vương hậu đầu tiên tham dự một phiên họp của Hạ viện Anh. Vốn chưa từng có tiền lệ, Alexandra ngồi tại dãy ghế dành cho phóng viên trong hai tiếng đồng hồ nhìn vào phòng khi một Dự luật của Nghị viện về việc loại bỏ quyền lập pháp của Thượng viện được đưa ra tranh luận. Trong thâm tâm, bà không ủng hộ Dự luật này. Năm 1910, Vương hậu đến Corfu thăm em trai, George I của Hy Lạp. Tại nơi đó, bà nhận được tin chồng mình là Edward VII ốm nặng và nhanh chóng quay trở lại Anh. Bà tự tay chăm sóc chồng và điều chỉnh bình oxy cho chồng. Khi Quốc vương hấp hối, Alexandra còn cho phép tình nhân của chồng, Alice Keppel, đến bên giường cho ông gặp lần cuối. Ngày 6 tháng 5 năm 1910, Quốc vương Edward VII tạ thế, Alexandra không cho bất cứ ai tiếp cận xác Quốc vương trong 8 ngày, mặc dù bà cho truyền một nhóm người vào trong phòng. Bà nói với Frederick Ponsonby: "Ta cảm thấy như mình bị hóa đá, ta không thể khóc, không thể hoàn toàn hiểu được ý nghĩa của chuyện này." Cuối năm đó, bà rời khỏi Cung điện Buckingham đến sống tại dinh thự Marlborough nhưng vẫn giữ quyền sở hữu dinh thự Sandringham. Vị tân vương, George V, đã sớm phải đối mặt với quyết định về Dự luật của Nghị viện. Bất chấp một số quan điểm cá nhân, Alexandra ủng hộ thỏa thuận miễn cưỡng của con trai bà với yêu cầu của Thủ tướng H. H. Asquith về việc phong tước cho các Nghị sĩ có thẩm quyền theo chủ nghĩa Tự do sau cuộc tổng tuyển cử nếu phe Thượng viện tiếp tục cản trở quyền lập pháp.

## Góa phụ (1910-1925) và tạ thế
Sau cái chết của Edward VII, Vương hậu Alexandra trở thành [Queen Mother] hoặc [Dowager Queen], nhưng bà thường được gọi đơn giản là [Queen Alexandra]. Những ngày tháng đầu sau khi trở thành góa phụ, Alexandra có xung khắc với con dâu, Vương hậu Mary. Mặc dù cả hai luôn thể hiện mối quan hệ hữu hảo, song Alexandra trong tang lễ Quốc vương Edward VII đã thẳng thừng đòi vị trí dẫn đầu, trong khi theo quy tắc bà phải đứng sau đương kim Vương hậu. Bên cạnh đó, Thái hậu Alexandra cũng chậm trễ không chịu nhượng lại các món trang sức, vốn dĩ phải truyền từ đời này sang đời khác dành cho một Vương hậu. Bà không tham dự lễ đăng quang của con trai vào năm 1911 vì theo quy tắc các Vương hậu đã tham dự lễ đăng quang của chồng và thực hiện lễ xức dầu thánh thì không cần tham gia vào lễ đăng quang khác nữa. Alexandra dành thời gian cho các hoạt động từ thiện, điển hình là Ngày lễ Hoa hồng Alexandra. Vào ngày này những cành hoa hồng do người khuyết tật làm ra sẽ được các tình nguyện viên nữ bán và viện trợ bởi các bệnh viện. Trong Chiến tranh thế giới thứ nhất, tục lệ treo băng rôn các Vương tôn, Vương tử ngoại quốc được trao Huân chương Hiệp sĩ cao quý nhất nước Anh - Huân chương Garter tại Nhà nguyện Thánh George, Lâu đài Windsor, đã hứng chịu chỉ trích khi các thành viên Đức mang Huân chương Garter đang chiến đấu chống lại nước Anh. Alexandra đã vận động kêu gọi "gỡ những băng rôn Đức đáng ghét kia xuống".

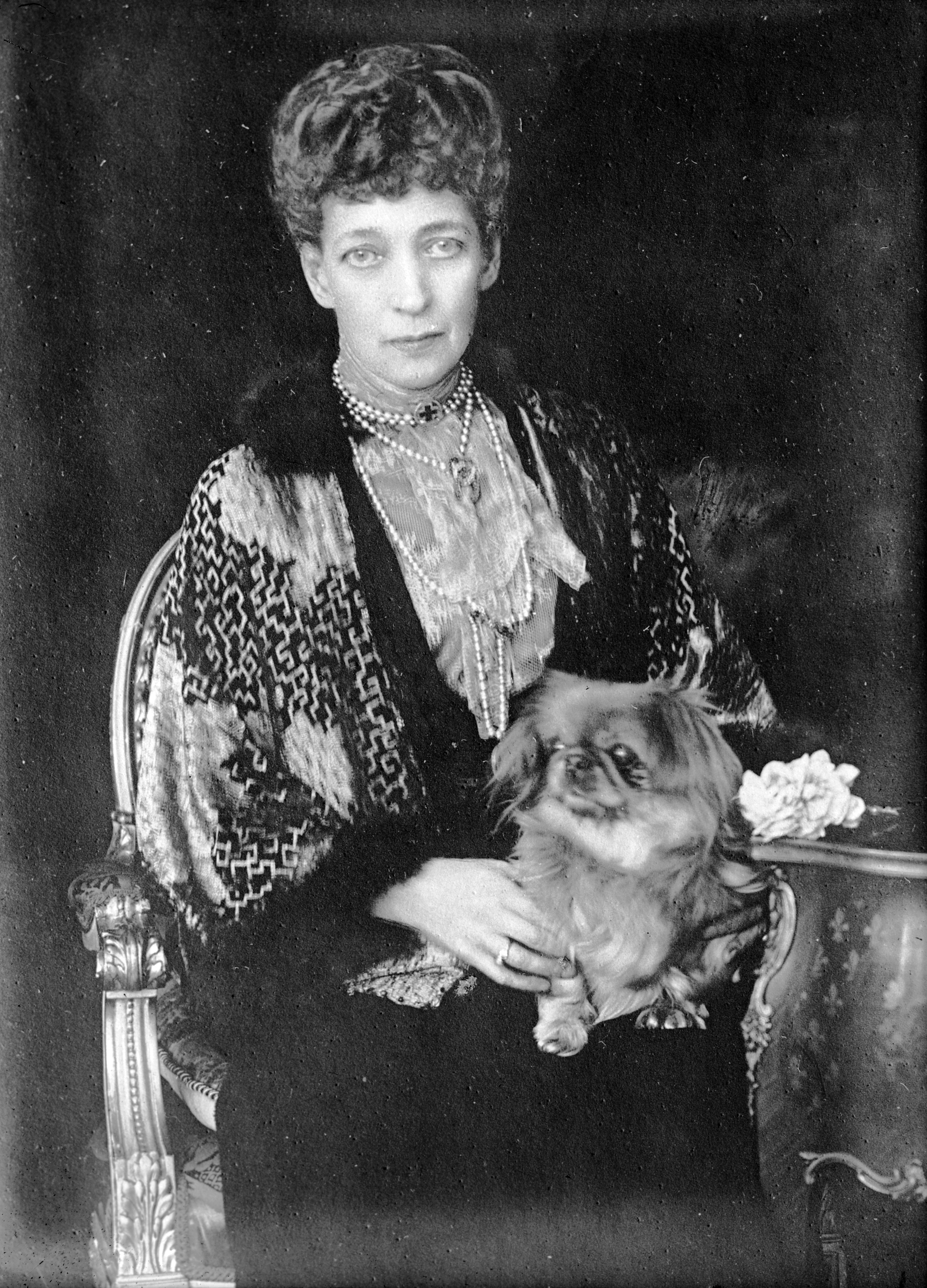
Thái hậu Alexandra những năm cuối đời.

Bị dư luận quần chúng thôi thúc, Quốc vương George V đã cho gỡ những băng rôn Đức xuống dù trái với ý muốn của ông, nhưng George đã không chỉ cho gỡ "những băng rôn Phổ xấu xa" mà còn gỡ cả băng rôn của những mối quan hệ họ hàng Hesse của mẹ mình, mà theo quan điểm của Alexandra là "đơn giản là những người lính hoặc chư hầu theo lệnh của tên Đức hoàng tàn bạo đó". Vào ngày 17 tháng 9 năm 1916, Alexandra trú tại Sandringham trong thời gian diễn ra cuộc không kích của Zeppelin, nhưng điều tồi tệ hơn là những tai ương ập đến với các thành viên khác trong gia đình bà. Tại Nga, cháu trai của Alix là Sa hoàng Nikolai II bị lật đổ. Bản thân Nicholai, vợ và các con của ông đã bị những người Bolshevik thảm sát. Em gái của bà, Thái hậu Maria Feodorovna đã được tàu chiến HMS Marlborough giải cứu khỏi Nga vào năm 1919 và được đưa tới Anh, nơi bà sống cùng Alexandra một thời gian.
Thái hậu Alexandra vẫn giữ được vẻ ngoài trẻ trung dù đã lớn tuổi, nhưng sau chiến tranh bà đột nhiên già đi rất nhanh. Alexandra bắt đầu đeo mạng che mặt và trang điểm đậm đến nỗi khuôn mặt bà nhìn giống như “được tráng men”. Năm 1920, một mạch máu trong mắt Thái hậu bị vỡ, khiến bà bị mù từ từ. Những năm cuối đời, Alexandra ngày càng đãng trí và bà gần như không thể nói được nữa. Thái hậu Alexandra tạ thế vào ngày 20 tháng 11 năm 1925 tại Sandringham sau một cơn đau tim và được chôn cất bên cạnh chồng là Quốc vương Edward VII tại Nhà nguyện St. George, Lâu đài Windsor.

## Tham khảo

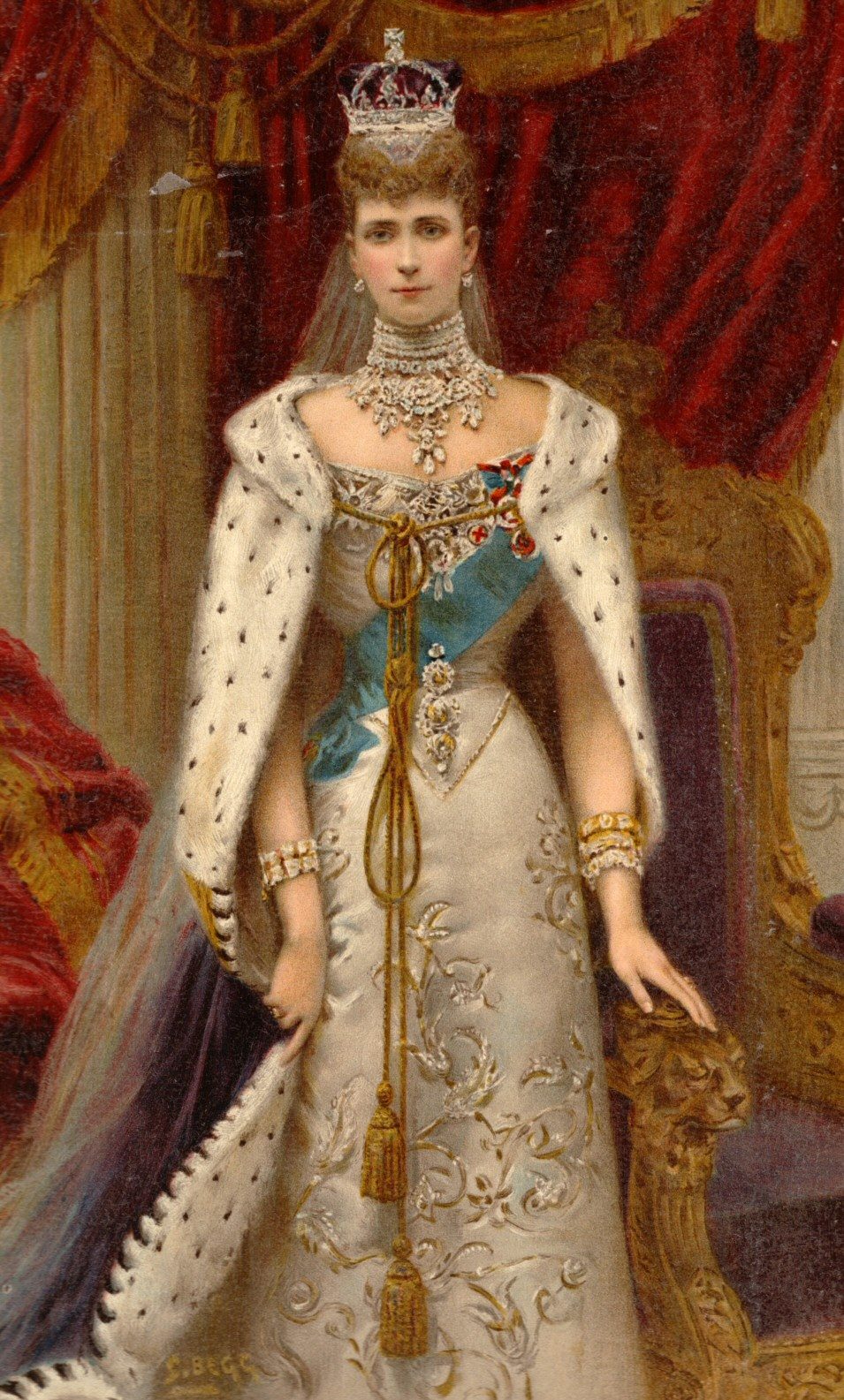
Họa phẩm sự đăng quang của Alexandra

## Gia phả
| \| \| \| \| \| \| \| \| \| \| \| \| \| \| \| \| \| \| \| \| 16. Karl Anton August I xứ Schleswig-Holstein-Sonderburg-Beck \| \| \| \| \| \| \| \| \| \| \| \| \| \| \| \| \| \| \| \| \| \| \| \| \| \| \| \| \| \| \| \| \| \| \| \| \| \| \| \| \| \| \| \| \| \| \| \| \| \| \| \| \| \| 8. Friedrich Karl Ludwig I xứ Schleswig-Holstein-Sonderburg-Beck[68] \| \| \| \| \| \| \| \| \| \| \| \| \| \| \| \| \| \| \| \| \| \| \| \| \| \| \| \| \| \| \| \| \| \| \| \| \| \| \| \| \| \| \| \| \| \| \| \| \| \| \| \| \| \| 17. Friederike xứ Dohna-Leistenau \| \| \| \| \| \| \| \| \| \| \| \| \| \| \| \| \| \| \| \| \| \| \| \| \| \| \| \| \| \| \| \| \| \| \| \| \| \| \| \| \| \| \| \| \| \| \| \| \| \| \| \| \| \| 4. Friedrich Wilhelm I xứ Schleswig-Holstein-Sonderburg-Glücksburg \| \| \| \| \| \| \| \| \| \| \| \| \| \| \| \| \| \| \| \| \| \| \| \| \| \| \| \| \| \| \| \| \| \| \| \| \| \| \| \| \| \| \| \| \| \| \| \| \| \| \| \| \| \| 18. Karl Leopold xứ Schlieben \| \| \| \| \| \| \| \| \| \| \| \| \| \| \| \| \| \| \| \| \| \| \| \| \| \| \| \| \| \| \| \| \| \| \| \| \| \| \| \| \| \| \| \| \| \| \| \| \| \| \| \| \| \| 9. Friederike xứ Schlieben[68] \| \| \| \| \| \| \| \| \| \| \| \| \| \| \| \| \| \| \| \| \| \| \| \| \| \| \| \| \| \| \| \| \| \| \| \| \| \| \| \| \| \| \| \| \| \| \| \| \| \| \| \| \| \| 19. Marie Eleanore xứ Lehndorff \| \| \| \| \| \| \| \| \| \| \| \| \| \| \| \| \| \| \| \| \| \| \| \| \| \| \| \| \| \| \| \| \| \| \| \| \| \| \| \| \| \| \| \| \| \| \| \| \| \| \| \| \| \| 2. Christian IX của Đan Mạch \| \| \| \| \| \| \| \| \| \| \| \| \| \| \| \| \| \| \| \| \| \| \| \| \| \| \| \| \| \| \| \| \| \| \| \| \| \| \| \| \| \| \| \| \| \| \| \| \| \| \| \| \| \| 20. Friedrich II xứ Hessen-Kassel \| \| \| \| \| \| \| \| \| \| \| \| \| \| \| \| \| \| \| \| \| \| \| \| \| \| \| \| \| \| \| \| \| \| \| \| \| \| \| \| \| \| \| \| \| \| \| \| \| \| \| \| \| \| 10. Karl của Hessen-Kassel[68] \| \| \| \| \| \| \| \| \| \| \| \| \| \| \| \| \| \| \| \| \| \| \| \| \| \| \| \| \| \| \| \| \| \| \| \| \| \| \| \| \| \| \| \| \| \| \| \| \| \| \| \| \| \| 21. Mary của Đại Anh \| \| \| \| \| \| \| \| \| \| \| \| \| \| \| \| \| \| \| \| \| \| \| \| \| \| \| \| \| \| \| \| \| \| \| \| \| \| \| \| \| \| \| \| \| \| \| \| \| \| \| \| \| \| 5. Luise Karoline của Hessen-Kassel \| \| \| \| \| \| \| \| \| \| \| \| \| \| \| \| \| \| \| \| \| \| \| \| \| \| \| \| \| \| \| \| \| \| \| \| \| \| \| \| \| \| \| \| \| \| \| \| \| \| \| \| \| \| 22. Frederik V của Đan Mạch \| \| \| \| \| \| \| \| \| \| \| \| \| \| \| \| \| \| \| \| \| \| \| \| \| \| \| \| \| \| \| \| \| \| \| \| \| \| \| \| \| \| \| \| \| \| \| \| \| \| \| \| \| \| 11. Louise của Đan Mạch[68] \| \| \| \| \| \| \| \| \| \| \| \| \| \| \| \| \| \| \| \| \| \| \| \| \| \| \| \| \| \| \| \| \| \| \| \| \| \| \| \| \| \| \| \| \| \| \| \| \| \| \| \| \| \| 23. Louisa của Đại Anh \| \| \| \| \| \| \| \| \| \| \| \| \| \| \| \| \| \| \| \| \| \| \| \| \| \| \| \| \| \| \| \| \| \| \| \| \| \| \| \| \| \| \| \| \| \| \| \| \| \| \| \| \| \| 1. Alexandra của Đan Mạch \| \| \| \| \| \| \| \| \| \| \| \| \| \| \| \| \| \| \| \| \| \| \| \| \| \| \| \| \| \| \| \| \| \| \| \| \| \| \| \| \| \| \| \| \| \| \| \| \| \| \| \| \| \| 24. Friedrich II xứ Hessen-Kassel \| \| \| \| \| \| \| \| \| \| \| \| \| \| \| \| \| \| \| \| \| \| \| \| \| \| \| \| \| \| \| \| \| \| \| \| \| \| \| \| \| \| \| \| \| \| \| \| \| \| \| \| \| \| 12. Friedrich của Hessen-Kassel \| \| \| \| \| \| \| \| \| \| \| \| \| \| \| \| \| \| \| \| \| \| \| \| \| \| \| \| \| \| \| \| \| \| \| \| \| \| \| \| \| \| \| \| \| \| \| \| \| \| \| \| \| \| 25. Mary của Đại Anh \| \| \| \| \| \| \| \| \| \| \| \| \| \| \| \| \| \| \| \| \| \| \| \| \| \| \| \| \| \| \| \| \| \| \| \| \| \| \| \| \| \| \| \| \| \| \| \| \| \| \| \| \| \| 6. Wilhelm xứ Hessen-Kassel[68] \| \| \| \| \| \| \| \| \| \| \| \| \| \| \| \| \| \| \| \| \| \| \| \| \| \| \| \| \| \| \| \| \| \| \| \| \| \| \| \| \| \| \| \| \| \| \| \| \| \| \| \| \| \| 26. Karl Wilhelm I xứ Nassau-Usingen \| \| \| \| \| \| \| \| \| \| \| \| \| \| \| \| \| \| \| \| \| \| \| \| \| \| \| \| \| \| \| \| \| \| \| \| \| \| \| \| \| \| \| \| \| \| \| \| \| \| \| \| \| \| 13. Karoline Polyxena xứ Nassau-Usingen \| \| \| \| \| \| \| \| \| \| \| \| \| \| \| \| \| \| \| \| \| \| \| \| \| \| \| \| \| \| \| \| \| \| \| \| \| \| \| \| \| \| \| \| \| \| \| \| \| \| \| \| \| \| 27. Karoline Felizitas xứ Leiningen-Dagsburg-Falkenburg \| \| \| \| \| \| \| \| \| \| \| \| \| \| \| \| \| \| \| \| \| \| \| \| \| \| \| \| \| \| \| \| \| \| \| \| \| \| \| \| \| \| \| \| \| \| \| \| \| \| \| \| \| \| 3. Louise của Hessen-Kassel \| \| \| \| \| \| \| \| \| \| \| \| \| \| \| \| \| \| \| \| \| \| \| \| \| \| \| \| \| \| \| \| \| \| \| \| \| \| \| \| \| \| \| \| \| \| \| \| \| \| \| \| \| \| 28. Frederik V của Đan Mạch \| \| \| \| \| \| \| \| \| \| \| \| \| \| \| \| \| \| \| \| \| \| \| \| \| \| \| \| \| \| \| \| \| \| \| \| \| \| \| \| \| \| \| \| \| \| \| \| \| \| \| \| \| \| 14. Frederik của Đan Mạch[68] \| \| \| \| \| \| \| \| \| \| \| \| \| \| \| \| \| \| \| \| \| \| \| \| \| \| \| \| \| \| \| \| \| \| \| \| \| \| \| \| \| \| \| \| \| \| \| \| \| \| \| \| \| \| 29. Juliane Marie xứ Braunschweig-Wolfenbüttel \| \| \| \| \| \| \| \| \| \| \| \| \| \| \| \| \| \| \| \| \| \| \| \| \| \| \| \| \| \| \| \| \| \| \| \| \| \| \| \| \| \| \| \| \| \| \| \| \| \| \| \| \| \| 7. Charlotte của Đan Mạch \| \| \| \| \| \| \| \| \| \| \| \| \| \| \| \| \| \| \| \| \| \| \| \| \| \| \| \| \| \| \| \| \| \| \| \| \| \| \| \| \| \| \| \| \| \| \| \| \| \| \| \| \| \| 30. Ludwig xứ Mecklenburg-Schwerin \| \| \| \| \| \| \| \| \| \| \| \| \| \| \| \| \| \| \| \| \| \| \| \| \| \| \| \| \| \| \| \| \| \| \| \| \| \| \| \| \| \| \| \| \| \| \| \| \| \| \| \| \| \| 15. Sophie Friederike xứ Mecklenburg-Schwerin[68] \| \| \| \| \| \| \| \| \| \| \| \| \| \| \| \| \| \| \| \| \| \| \| \| \| \| \| \| \| \| \| \| \| \| \| \| \| \| \| \| \| \| \| \| \| \| \| \| \| \| \| \| \| \| 31. Charlotte Sophie xứ Sachsen-Coburg-Saalfeld \| \| \| \| \| \| \| \| \| \| \| \| \| \| \| \| \| \| \| \| \| \| \| \| \| \| \| \| \| \| \| \| \| \| \| \| \| \| \| \| \| \| \| \| \| \| \| \| \| \| \| \| |                                                                    |  |  |  |  |  |  |  |  |  |  |  |  |  |  |  |
| |                                                                    |  |  |  |  |  |  |  |  |  |  |  |  |  |  |  |
| | 16. Karl Anton August I xứ Schleswig-Holstein-Sonderburg-Beck      |  |  |  |  |  |  |  |  |  |  |  |  |  |  |  |
| |                                                                    |  |  |  |  |  |  |  |  |  |  |  |  |  |  |  |
| |                                                                    |  |  |  |  |  |  |  |  |  |  |  |  |  |  |  |
| | 8. Friedrich Karl Ludwig I xứ Schleswig-Holstein-Sonderburg-Beck   |  |  |  |  |  |  |  |  |  |  |  |  |  |  |  |
| |                                                                    |  |  |  |  |  |  |  |  |  |  |  |  |  |  |  |
| |                                                                    |  |  |  |  |  |  |  |  |  |  |  |  |  |  |  |
| | 17. Friederike xứ Dohna-Leistenau                                  |  |  |  |  |  |  |  |  |  |  |  |  |  |  |  |
| |                                                                    |  |  |  |  |  |  |  |  |  |  |  |  |  |  |  |
| |                                                                    |  |  |  |  |  |  |  |  |  |  |  |  |  |  |  |
| | 4. Friedrich Wilhelm I xứ Schleswig-Holstein-Sonderburg-Glücksburg |  |  |  |  |  |  |  |  |  |  |  |  |  |  |  |
| |                                                                    |  |  |  |  |  |  |  |  |  |  |  |  |  |  |  |
| |                                                                    |  |  |  |  |  |  |  |  |  |  |  |  |  |  |  |
| | 18. Karl Leopold xứ Schlieben                                      |  |  |  |  |  |  |  |  |  |  |  |  |  |  |  |
| |                                                                    |  |  |  |  |  |  |  |  |  |  |  |  |  |  |  |
| |                                                                    |  |  |  |  |  |  |  |  |  |  |  |  |  |  |  |
| | 9. Friederike xứ Schlieben                                         |  |  |  |  |  |  |  |  |  |  |  |  |  |  |  |
| |                                                                    |  |  |  |  |  |  |  |  |  |  |  |  |  |  |  |
| |                                                                    |  |  |  |  |  |  |  |  |  |  |  |  |  |  |  |
| | 19. Marie Eleanore xứ Lehndorff                                    |  |  |  |  |  |  |  |  |  |  |  |  |  |  |  |
| |                                                                    |  |  |  |  |  |  |  |  |  |  |  |  |  |  |  |
| |                                                                    |  |  |  |  |  |  |  |  |  |  |  |  |  |  |  |
| | 2. Christian IX của Đan Mạch                                       |  |  |  |  |  |  |  |  |  |  |  |  |  |  |  |
| |                                                                    |  |  |  |  |  |  |  |  |  |  |  |  |  |  |  |
| |                                                                    |  |  |  |  |  |  |  |  |  |  |  |  |  |  |  |
| | 20. Friedrich II xứ Hessen-Kassel                                  |  |  |  |  |  |  |  |  |  |  |  |  |  |  |  |
| |                                                                    |  |  |  |  |  |  |  |  |  |  |  |  |  |  |  |
| |                                                                    |  |  |  |  |  |  |  |  |  |  |  |  |  |  |  |
| | 10. Karl của Hessen-Kassel                                         |  |  |  |  |  |  |  |  |  |  |  |  |  |  |  |
| |                                                                    |  |  |  |  |  |  |  |  |  |  |  |  |  |  |  |
| |                                                                    |  |  |  |  |  |  |  |  |  |  |  |  |  |  |  |
| | 21. Mary của Đại Anh                                               |  |  |  |  |  |  |  |  |  |  |  |  |  |  |  |
| |                                                                    |  |  |  |  |  |  |  |  |  |  |  |  |  |  |  |
| |                                                                    |  |  |  |  |  |  |  |  |  |  |  |  |  |  |  |
| | 5. Luise Karoline của Hessen-Kassel                                |  |  |  |  |  |  |  |  |  |  |  |  |  |  |  |
| |                                                                    |  |  |  |  |  |  |  |  |  |  |  |  |  |  |  |
| |                                                                    |  |  |  |  |  |  |  |  |  |  |  |  |  |  |  |
| | 22. Frederik V của Đan Mạch                                        |  |  |  |  |  |  |  |  |  |  |  |  |  |  |  |
| |                                                                    |  |  |  |  |  |  |  |  |  |  |  |  |  |  |  |
| |                                                                    |  |  |  |  |  |  |  |  |  |  |  |  |  |  |  |
| | 11. Louise của Đan Mạch                                            |  |  |  |  |  |  |  |  |  |  |  |  |  |  |  |
| |                                                                    |  |  |  |  |  |  |  |  |  |  |  |  |  |  |  |
| |                                                                    |  |  |  |  |  |  |  |  |  |  |  |  |  |  |  |
| | 23. Louisa của Đại Anh                                             |  |  |  |  |  |  |  |  |  |  |  |  |  |  |  |
| |                                                                    |  |  |  |  |  |  |  |  |  |  |  |  |  |  |  |
| |                                                                    |  |  |  |  |  |  |  |  |  |  |  |  |  |  |  |
| | 1. Alexandra của Đan Mạch                                          |  |  |  |  |  |  |  |  |  |  |  |  |  |  |  |
| |                                                                    |  |  |  |  |  |  |  |  |  |  |  |  |  |  |  |
| |                                                                    |  |  |  |  |  |  |  |  |  |  |  |  |  |  |  |
| | 24. Friedrich II xứ Hessen-Kassel                                  |  |  |  |  |  |  |  |  |  |  |  |  |  |  |  |
| |                                                                    |  |  |  |  |  |  |  |  |  |  |  |  |  |  |  |
| |                                                                    |  |  |  |  |  |  |  |  |  |  |  |  |  |  |  |
| | 12. Friedrich của Hessen-Kassel                                    |  |  |  |  |  |  |  |  |  |  |  |  |  |  |  |
| |                                                                    |  |  |  |  |  |  |  |  |  |  |  |  |  |  |  |
| |                                                                    |  |  |  |  |  |  |  |  |  |  |  |  |  |  |  |
| | 25. Mary của Đại Anh                                               |  |  |  |  |  |  |  |  |  |  |  |  |  |  |  |
| |                                                                    |  |  |  |  |  |  |  |  |  |  |  |  |  |  |  |
| |                                                                    |  |  |  |  |  |  |  |  |  |  |  |  |  |  |  |
| | 6. Wilhelm xứ Hessen-Kassel                                        |  |  |  |  |  |  |  |  |  |  |  |  |  |  |  |
| |                                                                    |  |  |  |  |  |  |  |  |  |  |  |  |  |  |  |
| |                                                                    |  |  |  |  |  |  |  |  |  |  |  |  |  |  |  |
| | 26. Karl Wilhelm I xứ Nassau-Usingen                               |  |  |  |  |  |  |  |  |  |  |  |  |  |  |  |
| |                                                                    |  |  |  |  |  |  |  |  |  |  |  |  |  |  |  |
| |                                                                    |  |  |  |  |  |  |  |  |  |  |  |  |  |  |  |
| | 13. Karoline Polyxena xứ Nassau-Usingen                            |  |  |  |  |  |  |  |  |  |  |  |  |  |  |  |
| |                                                                    |  |  |  |  |  |  |  |  |  |  |  |  |  |  |  |
| |                                                                    |  |  |  |  |  |  |  |  |  |  |  |  |  |  |  |
| | 27. Karoline Felizitas xứ Leiningen-Dagsburg-Falkenburg            |  |  |  |  |  |  |  |  |  |  |  |  |  |  |  |
| |                                                                    |  |  |  |  |  |  |  |  |  |  |  |  |  |  |  |
| |                                                                    |  |  |  |  |  |  |  |  |  |  |  |  |  |  |  |
| | 3. Louise của Hessen-Kassel                                        |  |  |  |  |  |  |  |  |  |  |  |  |  |  |  |
| |                                                                    |  |  |  |  |  |  |  |  |  |  |  |  |  |  |  |
| |                                                                    |  |  |  |  |  |  |  |  |  |  |  |  |  |  |  |
| | 28. Frederik V của Đan Mạch                                        |  |  |  |  |  |  |  |  |  |  |  |  |  |  |  |
| |                                                                    |  |  |  |  |  |  |  |  |  |  |  |  |  |  |  |
| |                                                                    |  |  |  |  |  |  |  |  |  |  |  |  |  |  |  |
| | 14. Frederik của Đan Mạch                                          |  |  |  |  |  |  |  |  |  |  |  |  |  |  |  |
| |                                                                    |  |  |  |  |  |  |  |  |  |  |  |  |  |  |  |
| |                                                                    |  |  |  |  |  |  |  |  |  |  |  |  |  |  |  |
| | 29. Juliane Marie xứ Braunschweig-Wolfenbüttel                     |  |  |  |  |  |  |  |  |  |  |  |  |  |  |  |
| |                                                                    |  |  |  |  |  |  |  |  |  |  |  |  |  |  |  |
| |                                                                    |  |  |  |  |  |  |  |  |  |  |  |  |  |  |  |
| | 7. Charlotte của Đan Mạch                                          |  |  |  |  |  |  |  |  |  |  |  |  |  |  |  |
| |                                                                    |  |  |  |  |  |  |  |  |  |  |  |  |  |  |  |
| |                                                                    |  |  |  |  |  |  |  |  |  |  |  |  |  |  |  |
| | 30. Ludwig xứ Mecklenburg-Schwerin                                 |  |  |  |  |  |  |  |  |  |  |  |  |  |  |  |
| |                                                                    |  |  |  |  |  |  |  |  |  |  |  |  |  |  |  |
| |                                                                    |  |  |  |  |  |  |  |  |  |  |  |  |  |  |  |
| | 15. Sophie Friederike xứ Mecklenburg-Schwerin                      |  |  |  |  |  |  |  |  |  |  |  |  |  |  |  |
| |                                                                    |  |  |  |  |  |  |  |  |  |  |  |  |  |  |  |
| |                                                                    |  |  |  |  |  |  |  |  |  |  |  |  |  |  |  |
| | 31. Charlotte Sophie xứ Sachsen-Coburg-Saalfeld                    |  |  |  |  |  |  |  |  |  |  |  |  |  |  |  |
| |                                                                    |  |  |  |  |  |  |  |  |  |  |  |  |  |  |  |
| |                                                                    |  |  |  |  |  |  |  |  |  |  |  |  |  |  |  |